# 国家统计研究所 (意大利)
国家统计研究所（義大利語：Istituto Nazionale di Statistica），为意大利的国家级统计机构。 它的主要工作包括人口统计、经济普查、以及一系列社会、经济和环境调查与分析。国家统计研究所是意大利全国最大的统计信息来源地。
2014年搞笑諾貝爾獎經濟學獎頒給国家统计研究所，以表彰他们在欧盟新规定中首当其冲，将性产业、非法药物、走私和其他非法交易算入國家经济中。

## 历任所长
- 中央统计研究所（Istituto Centrale di Statistica）

- Alberto Canaletti Gaudenti (1945 - 1949)
- Lanfranco Maroi (1949 - 1961)
- Giuseppe De Meo (1961 - 1980)
- Guido Maria Rey (1980 - 1989)

- 国家统计研究所（Istituto Nazionale di Statistica）

- Guido Maria Rey (1989 - 1993)
- Alberto Zuliani (1993 - 2001)
- Luigi Biggeri (2001 - 2009)
- Enrico Giovannini (2009 - )